# Alain Jacquet
 Alain Georges Frank Jacquet (* 22. Februar 1939 in Neuilly-sur-Seine, Frankreich; † 4. September 2008 in New York City, USA) war ein französischer Maler und Grafiker und wichtiger Vertreter der US-amerikanischen Pop-Art-Bewegung.

## Leben und Werk
Alain Jacquet studierte Architektur an der Universität Grenoble und an der École des Beaux-Arts in Paris. Als Maler war er ein Autodidakt. Er hatte seine erste Einzelausstellung 1961 in der Galerie Breteau in Paris. Im Jahr 1961 nahm ar an der Biennale de Paris teil, auch wieder im Jahr 1965, wo er auch auf der Biennale von San Marino vertreten war. Im Jahr 1968 war er mit 10 grafischen Pop-Art-Arbeiten Teilnehmer der 4. documenta in Kassel. Er war Anfang der 1960er Jahre Mitbegründer der Kunstrichtung Mec'art (Mechanical art).
Jacquet lebte in New York City und Paris und lehrte an der École nationale supérieure des arts décoratifs. Er war verheiratet mit Sophie Matisse, einer Urenkelin des französischen Malers Henri Matisse. Jacquet starb 2008 an Speiseröhrenkrebs in Manhattan.